# Spigelia
Spigelia es un género con 119 especies de plantas con flores perteneciente a la familia Loganiaceae.

## Especies
- Spigelia aceifolia
- Spigelia aenea
- Spigelia ambigua
- Spigelia amplexicaulis
- Spigelia anthelmia L. - lombricera, hierba de lombrices.[1]